# Kurt Brugger
Kurt Brugger (ur. 17 marca 1969 w Brunico) – włoski saneczkarz startujący w dwójkach, mistrz olimpijski, medalista mistrzostw świata i Europy.

## Kariera
Pierwsze sukcesy w karierze odniósł w 1988 roku, kiedy zdobył dwa medale na mistrzostwach świata juniorów w Olang. Najpierw zajął pierwsze miejsce w jedynkach, a następnie w parze Wilfriedem Huberem był trzeci w dwójkach. Wraz z Huberem zdobył następnie srebrny medal podczas mistrzostw świata w Calgary (1990) oraz brązowe na mistrzostwach świata w Calgary (1993) i mistrzostwach świata w Lillehammer (1995). czterokrotnie zdobywał też medale mistrzostw kontynentu, w tym złoty w zawodach drużynowych i srebrny w dwójkach na mistrzostwach Europy w Königssee w 1994 roku, srebrny w dwójkach na mistrzostwach Europy w Innsbrucku w 1992 roku oraz srebrny drużynowo podczas mistrzostw Europy w Oberhofie w 1998 roku.
Jeden ze swych największych sukcesów osiągnął w 1994 roku, kiedy wspólnie z Wilfriedem Huberem zdobył złoty medal w dwójkach na igrzyskach olimpijskich w Lillehammer. Jeszcze pięciokrotnie startował na imprezach tego cyklu, zajmując między innymi piąte miejsce w dwójkach podczas igrzysk w Albertville w 1992 roku oraz igrzysk w Nagano sześć lat później. W Pucharze Świata pięciokrotnie zajmował miejsce na podium klasyfikacji generalnej. W sezonach 1989/1990, 1992/1993, 1994/1995 i 1997/1998 był drugi w klasyfikacji dwójek, a w sezonie 1990/1991 w dwójkach był trzeci.
W 2003 roku zakończył karierę.

## Osiągnięcia

### Igrzyska olimpijskie
| Rok  | Miejsce     | Jedynki | Dwójki |
| ---- | ----------- | ------- | ------ |
| 1988 | Calgary     | 15.     | =7.    |
| 1992 | Albertville |         | 5.     |
| 1994 | Lillehammer |         | 1.     |
| 1998 | Nagano      |         | 5.     |

### Puchar Świata

#### Miejsca na podium w klasyfikacji generalnej
| Sezon     | Miejsce |
| --------- | ------- |
| 1989/1990 | 2.      |
| 1990/1991 | 3.      |
| 1992/1993 | 2.      |
| 1994/1995 | 2.      |
| 1997/1998 | 2.      |